# Kompakthet
Inom matematiken är kompakthet en egenskap hos topologiska rum och delmängder till topologiska rum.
En delmängd av de reella eller komplexa talen, eller en delmängd av ett ändligtdimensionellt inre produktrum över dessa, är kompakt om och endast om den är sluten och begränsad, enligt Heine–Borels sats, och tas ibland som definitionen av kompakt över dessa rum. I allmännare fall gäller dock inte denna karaktärisering av kompakta mängder.

## Definition
Ett topologiskt rum X sägs vara kompakt om varje öppen övertäckning av X har en ändlig delövertäckning. Detta innebär att om 
{\displaystyle X\subseteq \bigcup _{i\in I}U_{i}},
där {\displaystyle \{U_{i}\}_{i\in I}} är en familj av öppna mängder, så finns {\displaystyle I'\subseteq I} som är ändlig sådan att
{\displaystyle X\subseteq \bigcup _{i\in I'}U_{i}}.
En delmängd {\displaystyle A\subset X} är kompakt om varje övertäckning av A med mängder som är öppna i X har en ändlig delövertäckning.
Notera att definitionerna av kompakthet varierar. Exempelvis kräver Bourbaki även att ett kompakt rum ska vara ett Hausdorffrum, och kallar topologiska rum som inte är Hausdorffrum, men som uppfyller kravet ovan, för kvasikompakt.

## Kompakthet i olika rum
Om X är ett kompakt topologiskt rum och A är en sluten delmängd till X så är A kompakt.
En mängd i Rn är kompakt om och endast om den är sluten och begränsad. För en delmängd av ett fullständigt metriskt rum gäller att den är kompakt om och endast om den är sluten och totalt begränsad. Dessa båda resultat kallas Heine–Borels sats.

## Karakteriseringar av kompakthet
Om man antar urvalsaxiomet är följande ekvivalenta: 
1. Det topologiska rummet X är kompakt.
2. Varje öppen övertäckning av X har en ändlig delövertäckning.
3. Varje nät över X har ett konvergerande delnät.
4. Varje ultrafilter över X konvergerar till åtminstone en punkt.
5. Varje oändlig delmängd av X har en fullständig ackumuleringspunkt.